# Jillian Kesner-Graver
Jillian Kesner-Graver (Norfolk (Virginia), 17 november 1950 - Irvine (Californië), 5 december 2007) was een Amerikaanse actrice en historica. Ze speelde rollen in diverse films en televisieseries.  Het bekendst werd ze met haar rol als Lorraine, het vriendinnetje van Fonzie in de televisieserie 'Happy Days'. 

## Levensloop
De vader van Jillian was marinier, haar moeder zorgde voor het huishouden. Het grootste deel van haar jeugd bracht ze door in Denver, Colorado. 
Op haar 19e besloot Kesner naar Los Angeles te vertrekken, alwaar ze een carrière als model begon. Via haar modellenwerk kreeg ze al snel rollen aangeboden in films en televisieseries. 
Kesner speelde daarna in tal van zogeheten B-films. Bij het grote publiek werd ze daarom niet bekend, maar binnen liefhebbers van dat genre had ze al snel een groep trouwe fans gekregen. Films waarin zij speelde zijn onder andere 'Starhops' en 'Jaded'. Bij de opname van de film 'The Student Body' in 1976 leerde ze haar latere echtgenoot Gary Graver kennen. Hij werkte op de set als cameraman. In 1981 had Kesners carrière een kleine opleving door de kickboksfilm 'Firecracker', waardoor ze een aantal nieuwe fans verkreeg. 
Het niveau van 'B-actrice' heeft ze nooit overstegen, maar Kesner heeft altijd verklaard dat de aandacht die ze met B-films kreeg voor haar voldoende erkenning was.
Haar carrière als filmactrice liep gelijktijdig met haar werk voor televisie. Ze had in Amerika, en later daarbuiten, al bekendheid vergaard met haar rol in 'Happy Days' en speelde ook in veel andere series. Enkele daarvan zijn 'TJ Hooker', 'Rockford Files' en 'Mork and Mindy'. 
Hoewel ze op den duur met Gary Graver in het huwelijk trad, bleef ze altijd acteren onder de naam Kesner, zonder de toevoeging van de naam van haar echtgenoot. 
Gary Graver werkte in zijn leven nauw samen met filmmaker Orson Welles. Diens film 'The Other Side of the Wind' uit 1970 bleef onvoltooid en Graver besloot op een later tijdstip de film, voor de inmiddels overleden Welles, af te maken. Ook Jillian Kesner maakte zich sterk voor het behoud van de nalatenschap van Orson Welles. Toen Gary Graver in 2006 onverwacht overleed was de film nog altijd niet voltooid en nam Jillian Kesner de taak van haar man over. 
De Orson Welles-film is nog steeds niet afgemaakt, omdat bij Jillian Kesner leukemie werd vastgesteld. Kesner had de ziekte met behandelingen goed onder controle, maar is uiteindelijk op 5 december 2007 overleden aan een bacteriële infectie veroorzaakt door de ziekte, op 58-jarige leeftijd.

## Filmografie
- The Student Body (1976)
- Happy Days (1976-1977) - televisieserie
- Evil Town (1977)
- Co-Ed Fever (1979) - sitcom
- Firecracker (1981)
- Raw Force (1982)
- Trick or Treats (1982)
- Moon in Scorpio (1987)
- Beverly Hills Vamp (1989)
- Roots of Evil (1992)
- Subliminal Seduction (1996)
- Inferno (1997)
- Sexual Roulette (1997) - associate producer